# Катаріна Сімоновіч
Катаріна Сімоновіч (25 жовтня 1994) — сербська плавчиня.
Учасниця Олімпійських Ігор 2016 року.